# Chimay
Pour les articles homonymes, voir Chimay (homonymie).
Chimay (en wallon Chimai) est une ville francophone de Belgique située en Région wallonne dans la province de Hainaut. Elle se situe dans le Parc national de l'Entre-Sambre-et-Meuse créé en 2022.
Située dans l'arrondissement administratif de Thuin, elle est née de la fusion de 14 anciennes communes, le 1er janvier 1977.
La ville abrite le château des princes de Chimay où demeurait la Princesse Élisabeth de Chimay, et la collégiale Saints-Pierre-et-Paul. Non loin de là se trouve le lac de Virelles, d'un grand intérêt ornithologique. Mais Chimay est principalement connue grâce à l'abbaye Notre-Dame de Scourmont, toute proche (à Forges), où des moines cisterciens trappistes fabriquent de la bière et des fromages.
La bière de Chimay, dorée, rouge, bleue ou triple est obtenue par un procédé de fermentation haute (à plus de 20 °C) et subit une seconde fermentation en bouteille. Elle n'est pas pasteurisée.

## Toponymie

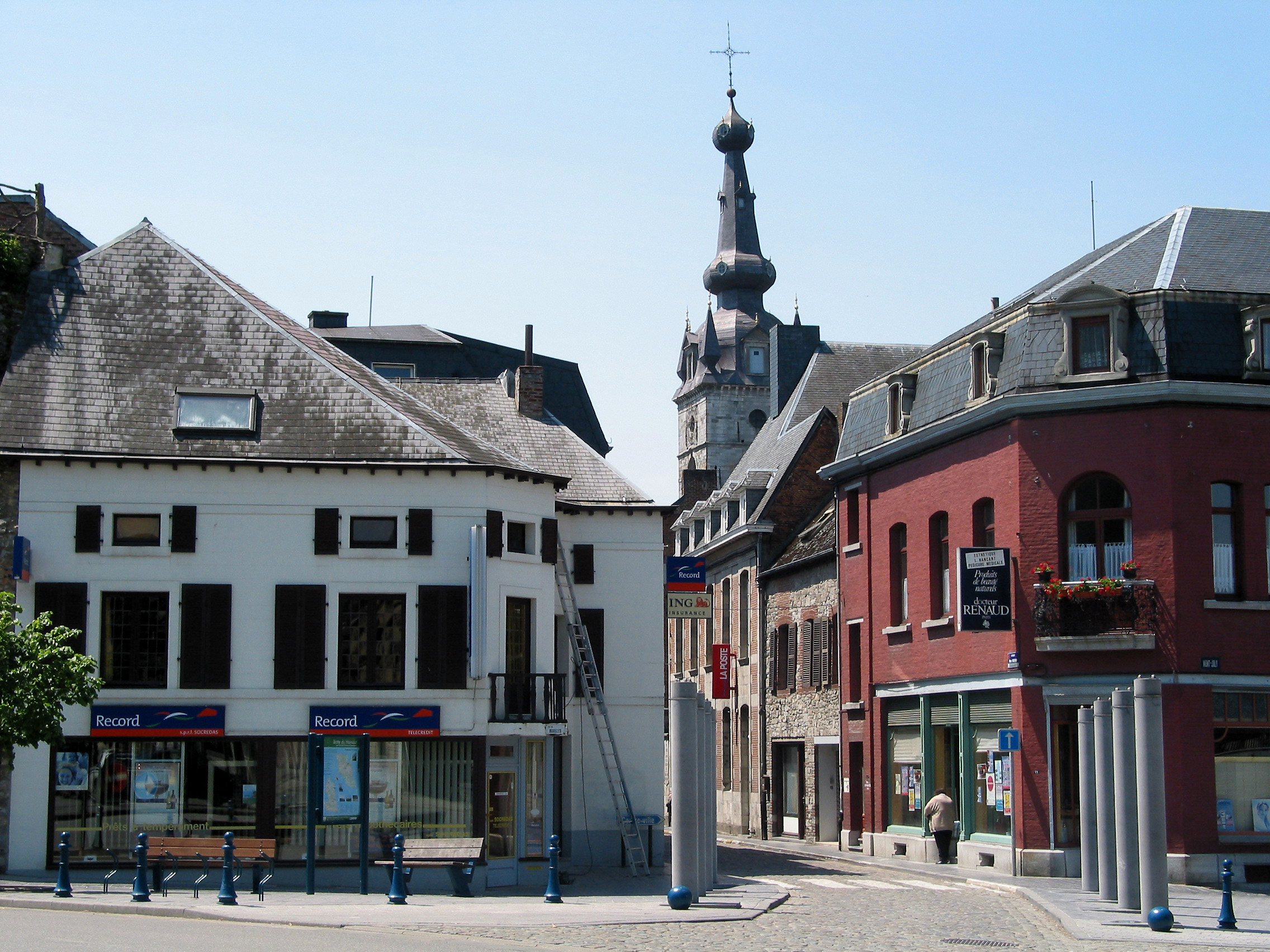
La rue Rogier.

Le nom de la localité est attesté sous les formes Cimacum en 887, Cimai, Cymay depuis 1065. À partir du XIIIe siècle, la graphie Chimai tend à remplacer Cimay dans des actes de 1248, 1258 et 1276. La forme actuelle Chimay s'est imposée lentement dans les premières décennies du XXe siècle.
L'un des premiers spécialistes à s'être exprimé à ce sujet est Hermann Gröhler, pour qui le nom de Chimay repose sur l'étymon gallo-romain *Cimacum formé sur un anthroponyme hypothétique d'origine gauloise *Cimus et du suffixe -acum, soit « (le domaine) de *Cimus ». L'auteur cite plusieurs autres noms gaulois formellement attestés, tels que Cimu, Cimo, Cimiao[…], ainsi que l'épithète gallo-romain Cimiacinus « du domaine de *Cimios / *Cimiacos » appliqué à Mercure; ces derniers noms semblent tous se rattacher à ce même radical, de sens incertain.
Cette analyse est en grande partie adoptée par Jules Herbillon, pour qui *Cimacum est aussi la « propriété de *Cimus ou *Cimos », puis par Jean-Jacques Jespers, qui ne fait que reprendre telle quelle la formulation de ce dernier. Xavier Delamarre va un peu plus loin en posant un étymon entièrement gaulois (et non gallo-romain) *cimācon « domaine de Cimos », avec la forme gauloise primitive -ācon du suffixe.
Une vision quelque peu divergente des choses est celle d'Albert Carnoy. Raisonnant sur la forme un peu plus tardive Cymacum, et le fait que les graphies y et oe sont souvent interchangeables en bas-latin, il avance l'hypothèse d'un étymon *Coemacum, toponyme gallo-romain formé sur l'anthroponyme celtique non attesté *Coimos et du suffixe -acum, soit « (le domaine) de *Coimos ». L'auteur fait état pour expliquer ce dernier nom d'un mot celtique coimos « joli, aimable », de statut douteux : en effet, il ne figure pas dans les dictionnaires de spécialistes actuels tels que de Pierre-Henri Billy et Xavier Delamarre.
Quelle que soit l'hypothèse envisagée, l'initiale Chi- de Chimay révèle dans les deux cas un traitement dialectal picard du toponyme.
Il est à noter que Marie-Thérèse Morlet ne fait pas figurer Chimay dans son ouvrage consacré aux noms de personnes dans les noms de lieux, ce qui semble représenter de sa part un rejet implicite de ces explications (plutôt qu'un oubli, peu probable).

## Géographie

### Géographie physique
Chimay est située sur la bande calcaire de la Calestienne. Ce sont des terres propices à la culture, défrichées tôt, bien avant l'époque monastique. Chimay est en effet située dans une grande clairière, ouverte dans la forêt ardennaise.
Plus au sud, la clairière a été agrandie à l'époque monastique, vers les terres plus pauvres de la retombée nord du plateau de Rocroi ; ces terres étaient surtout dévolues à l'élevage et à des cultures pauvres, comme le seigle. Aux XVIIIe et XIXe siècles, des fermes créées par des entrepreneurs individuels ont poursuivi ces défrichements, encouragées par l'État.

### Sections de commune
| #  | Nom             | Superf. (km²) | Habitants (2020) | Habitants par km² | Code INS |
| -- | --------------- | ------------- | ---------------- | ----------------- | -------- |
| 1  | Chimay          | 44,95         | 3.335            | 74                | 56016A   |
| 2  | Virelles        | 18,62         | 734              | 39                | 56016B   |
| 3  | Vaulx           | 5,38          | 156              | 29                | 56016C   |
| 4  | Lompret         | 7,49          | 167              | 22                | 56016D   |
| 5  | Baileux         | 24,30         | 1.209            | 50                | 56016E   |
| 6  | L'Escaillère    | 14,35         | 206              | 14                | 56016F   |
| 7  | Rièzes          | 7,83          | 318              | 41                | 56016G   |
| 8  | Bourlers        | 19,33         | 715              | 37                | 56016H   |
| 9  | Forges          | 15,02         | 1.178            | 78                | 56016J   |
| 10 | Saint-Remy      | 9,30          | 406              | 44                | 56016K   |
| 11 | Villers-la-Tour | 8,00          | 525              | 66                | 56016L   |
| 12 | Salles          | 11,76         | 261              | 22                | 56016M   |
| 13 | Bailièvre       | 6,84          | 234              | 34                | 56016N   |
| 14 | Robechies       | 5,41          | 282              | 52                | 56016P   |

### Communes limitrophes
Les communes limitrophes sont Sivry-Rance, Froidchapelle, Couvin, Momignies, Baives, Moustier-en-Fagne, Eppe-Sauvage, Signy-le-Petit, Neuville-lez-Beaulieu et Regniowez.
|                                                                      | Sivry-Rance Froidchapelle                                           |        |
| Eppe-Sauvage France Moustier-en-Fagne France Baives France Momignies | Chimay                                                              | Couvin |
|                                                                      | Neuville-lez-Beaulieu France Signy-le-Petit France Regniowez France |        |

### Hydrographie
L'Eau blanche qui traverse la ville prend sa source dans un étang situé à cheval sur les territoires de Chimay et de la ville voisine de Momignies.

### Environnement
La commune a été commune-pilote en matière d'efficience énergétique dans le cadre du programme Palme, avec dans les années 2000 un cadastre énergétique, un projet de parc éolien sur un terrain appartenant à la Bière de Chimay”, la construction de bâtiments à énergie solaire et une centrale de biométhanisation et un projet de réseau de chaleur alimenté en bois énergie.
Le centre de développement agroforestier de Chimay ou CDAF sensibilise et forme sur le thème de l'agroforesterie.
Une amélioration notable de la biodiversité en Belgique et Wallonie et particulièrement en Thiérache belge, au nord de l’Avesnois français, est liée au récent retour du castor européen, qui a aussi été l'occasion d'un nouveau tourisme vert, Chimay étant située dans la « vallée du castor ». Plusieurs associations et une vingtaine d'animateurs (ou « guide castor » sont en Belgique en 2009 actifs pour faire découvrir le castor et son intérêt au public qui s'y intéresse, Animations touristiques au « Pays des castors », avec notamment des excursions, projections de films et animations à la demande Animation « Castor Live »
L'association Natagora est particulièrement active avec le centre de l'Aquascope Virelles sur le site du lac de Virelles, tout proche. Depuis 2007 s'y trouve un centre de revalidation (CREAVES) qui accueille des animaux (vivant à l'état sauvage), blessés ou malades, dans le but de pouvoir les rendre à la nature après guérison.

## Démographie

### Démographie: Avant la fusion des communes
- Source: DGS recensements population
- 1856: Scission de Rièzes en 1851

### Démographie: Commune fusionnée
En tenant compte des anciennes communes entraînées dans la fusion de communes de 1977, on peut dresser l'évolution suivante :
Les chiffres des années 1831 à 1970 tiennent compte des chiffres des anciennes communes fusionnées.
- Source: DGS , de 1831 à 1981=recensements population; à partir de 1990 = nombre d'habitants chaque 1 janvier[19]

## Histoire

### La famille princière de Chimay
Chimay était à l'époque moderne une principauté. Des descendants de la famille princière existent toujours aujourd'hui.

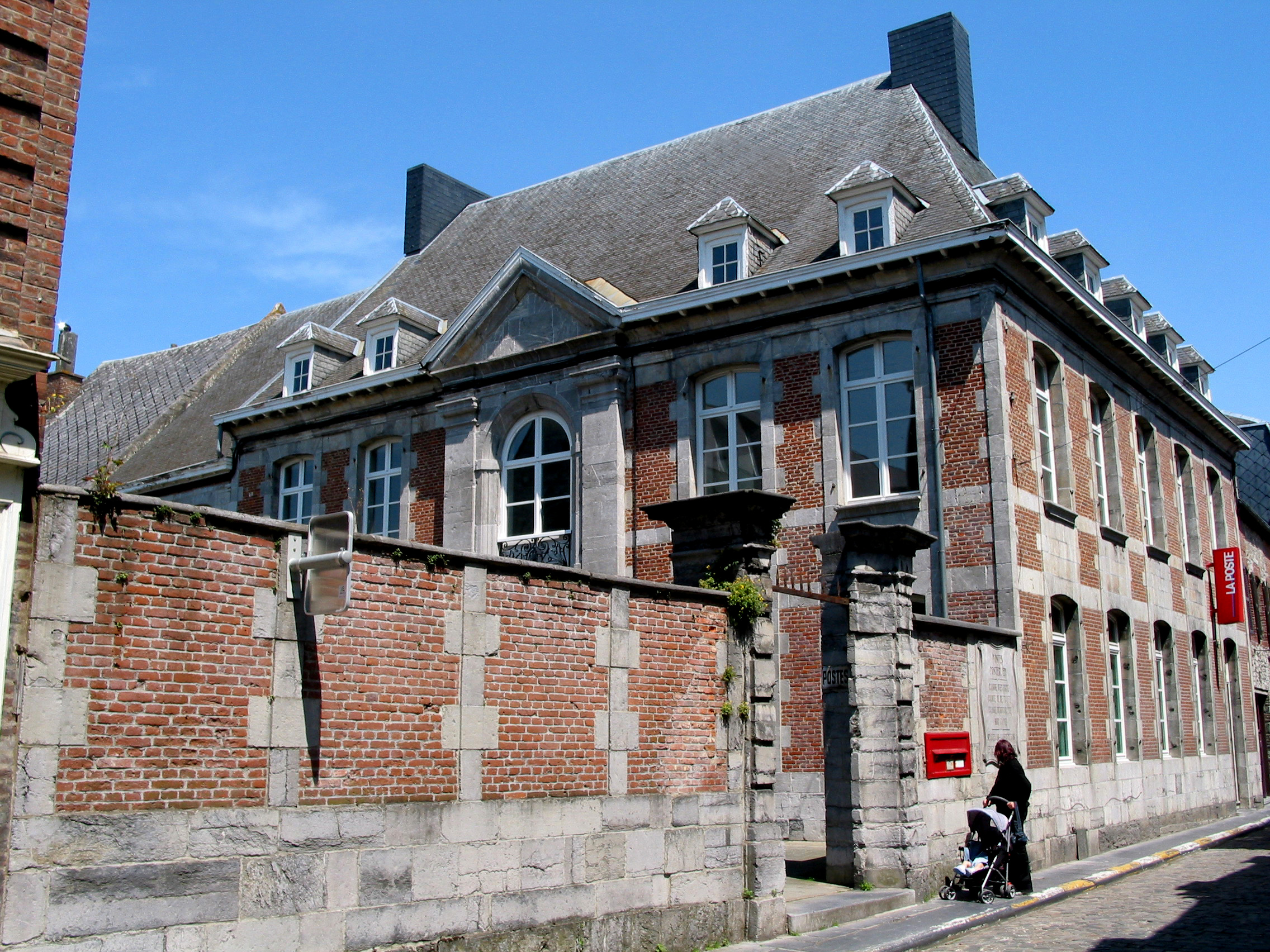
La poste.

Sous l'Ancien Régime, l'histoire de la ville de Chimay se confond avec celle de la principauté de Chimay.
Ville du comté de Hainaut, Chimay est envahie par les troupes révolutionnaires françaises dès le début novembre 1792. Elle était alors enclavée entre la France à l'ouest et la principauté de Liège à l'est au fond d'un long boyau de près de 25 km. Début mars 1793, sa population vote en faveur du rattachement à la France. Elle ne sera que fictivement rattachée au District de Binche dans le département 86 de Jemappes constitué car le processus ne peut être mené à son terme à cause de la défaite de la France du 18 mars 1793 à Neerwinden laquelle entraîne le retrait des troupes républicaines.
Chimay est réoccupée par la France en mai 1794, le département de Jemappes définitivement créé le 31 août 1795 et les neuf départements 'belges' annexés en bloc le 1er octobre 1795.
Le premier Traité de Paris laisse une grosse partie la région d'Entre-Sambre-et-Meuse à la France et Chimay rejoint le département des Ardennes (n°7) pour quelques mois.
Moins conciliant, le second Traité de Paris de novembre 1815, recule les frontières de la France à leurs positions de 1790 et le Canton de Chimay repasse donc au Royaume des Pays-Bas, Province du Hainaut, à dater du 1er janvier 1816.
Le château de Chimay appartenait à la famille de Croÿ, puis, en 1804, à un Riquet de Caraman, descendant de Pierre-Paul Riquet, constructeur du canal du Midi, et parent du fameux Mirabeau. Incendié partiellement en 1935, il a été construit sur des plans anciens dans le style de la Renaissance finissante.
En 1855, un chenil fut installé au château. L'équipage malgré tout chimay chassait uniquement le sanglier à courre. Il fut vendu en 1868 et remonté pour quelques années en 1882. Les chiens étaient des harriers et les piqueux se nommaient Rary Isidore, Jeumont Henri et Bouillon Antoine. Les rendez-vous étaient à Pleurmont, bois de Holling, à Salles et aux hauts-marais. Portaient le bouton : MM. le prince de Chimay, le comte de Mercy-Argenteau, le comte A. de Villermont, M. de Thomas de Stave, MM. le baron d'Anethan, le comte de Greffhulhe, le comte de Lagrange, le comte L. de Villermont, le comte B. de Vallon, Pierre Barachin, le vicomte Obert de Ticusies. On chassait trois fois la semaine. Les couleurs étaient rouge avec revers et collets bleus.

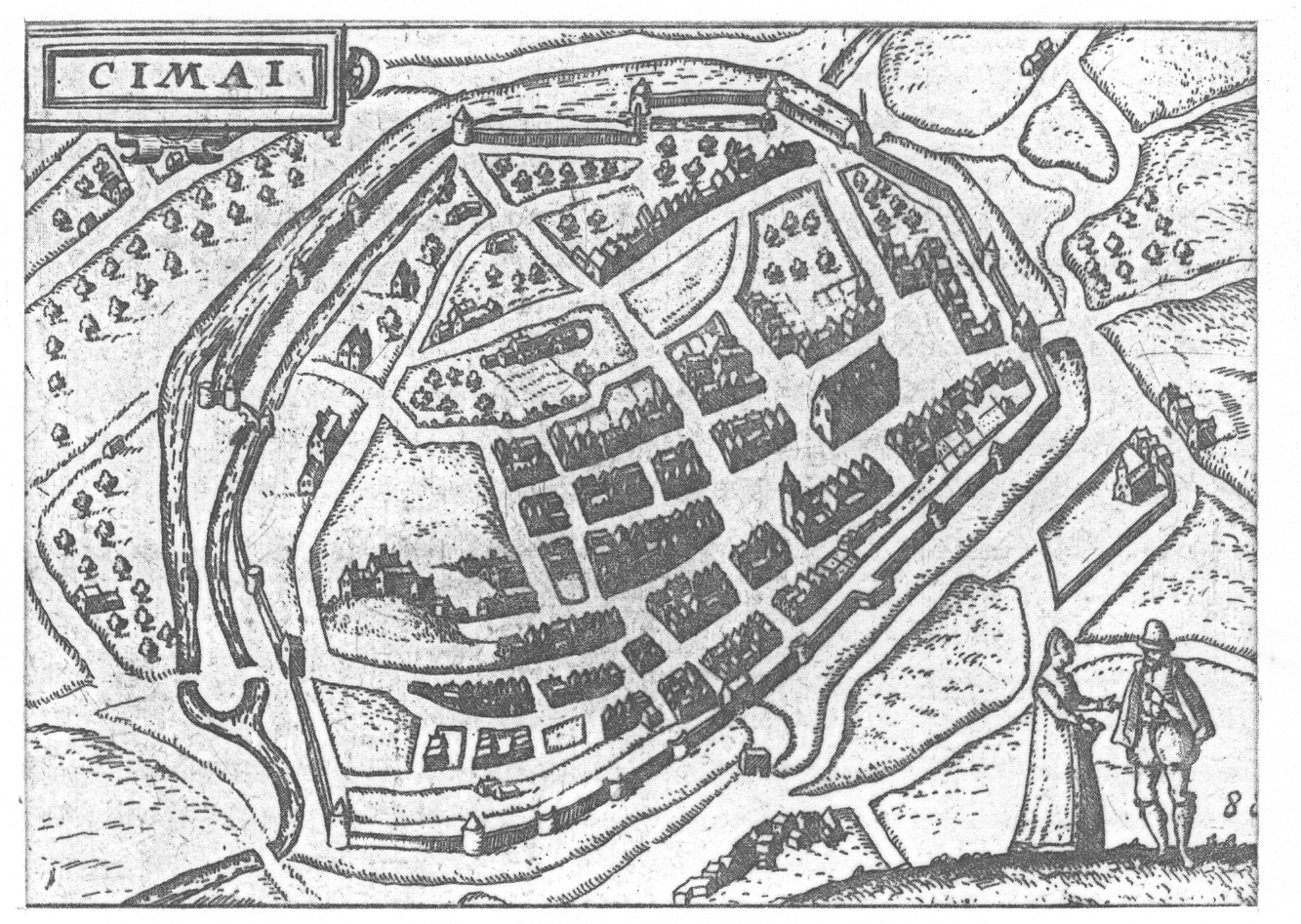
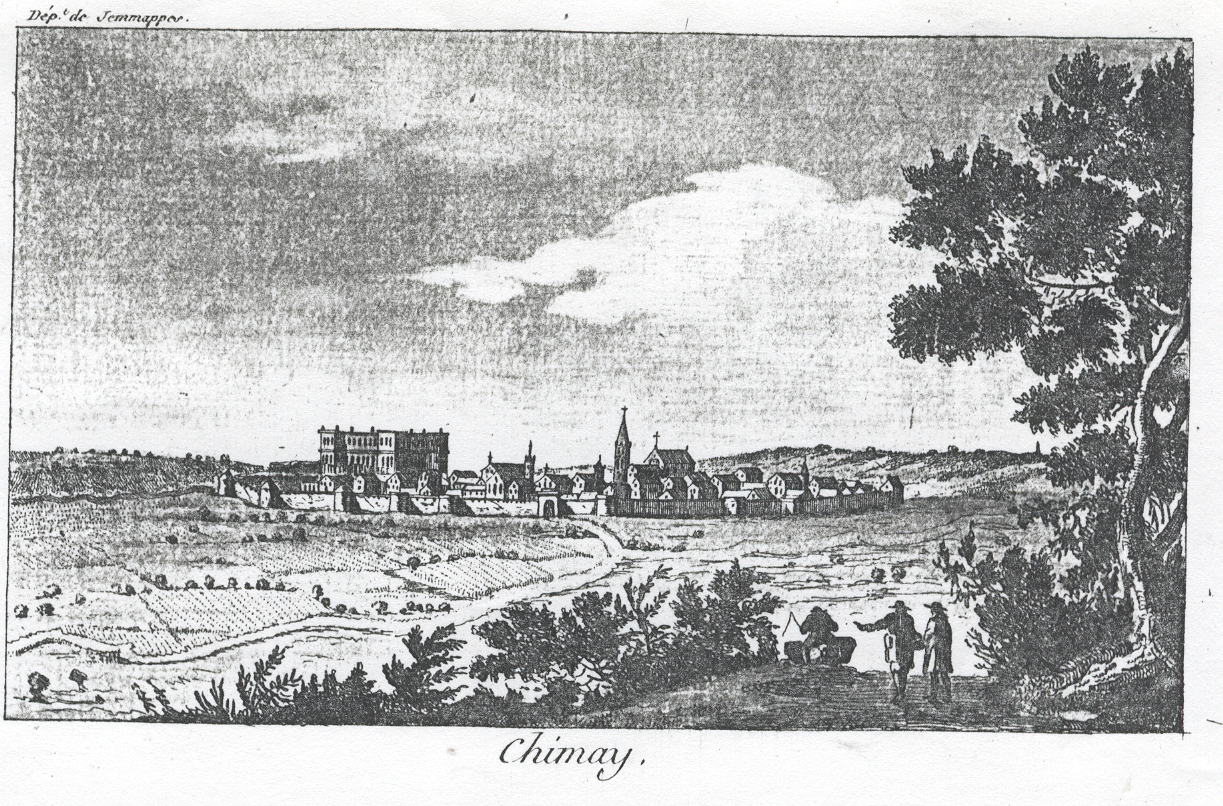
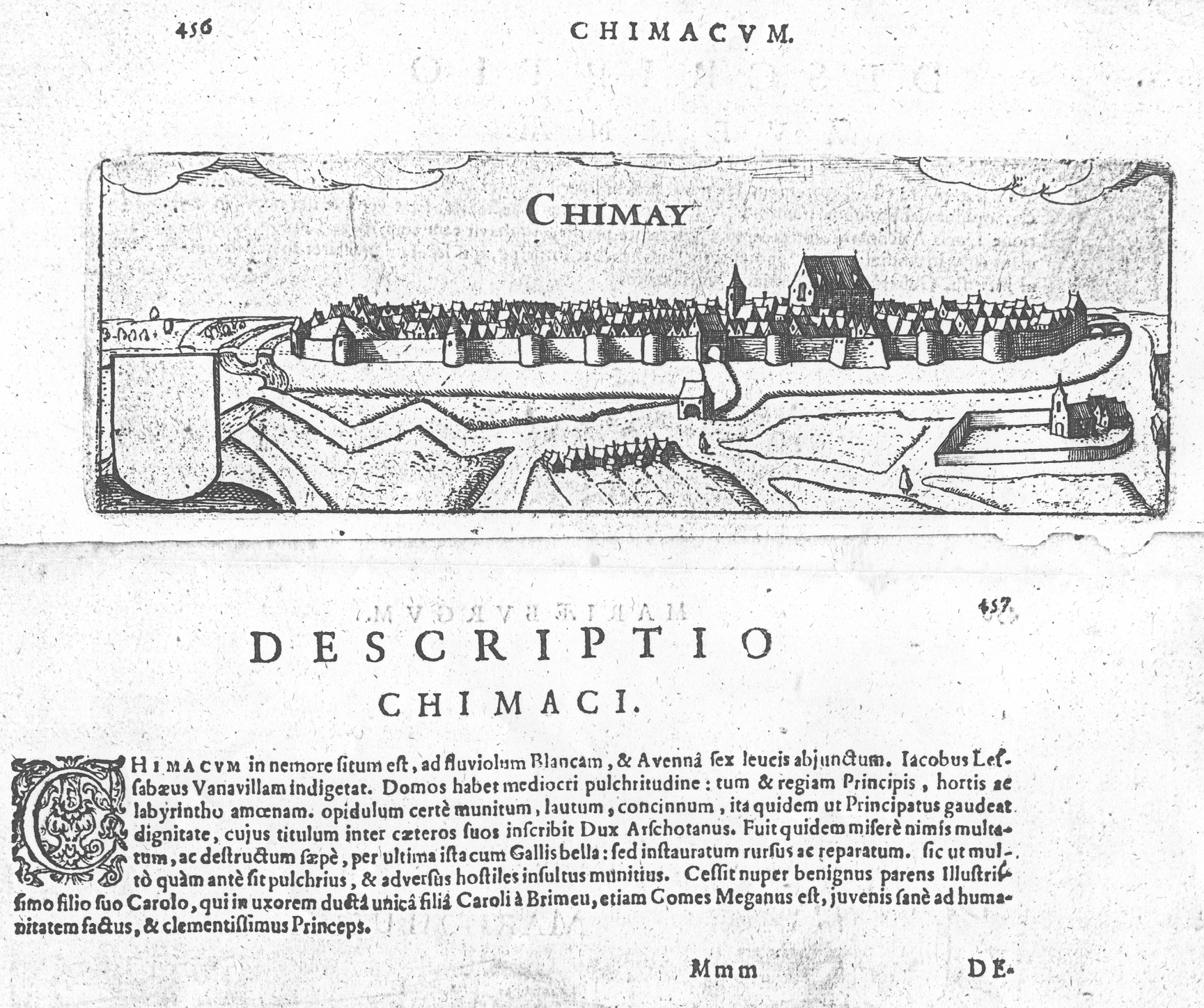

### Le canal de Chimay (1831)

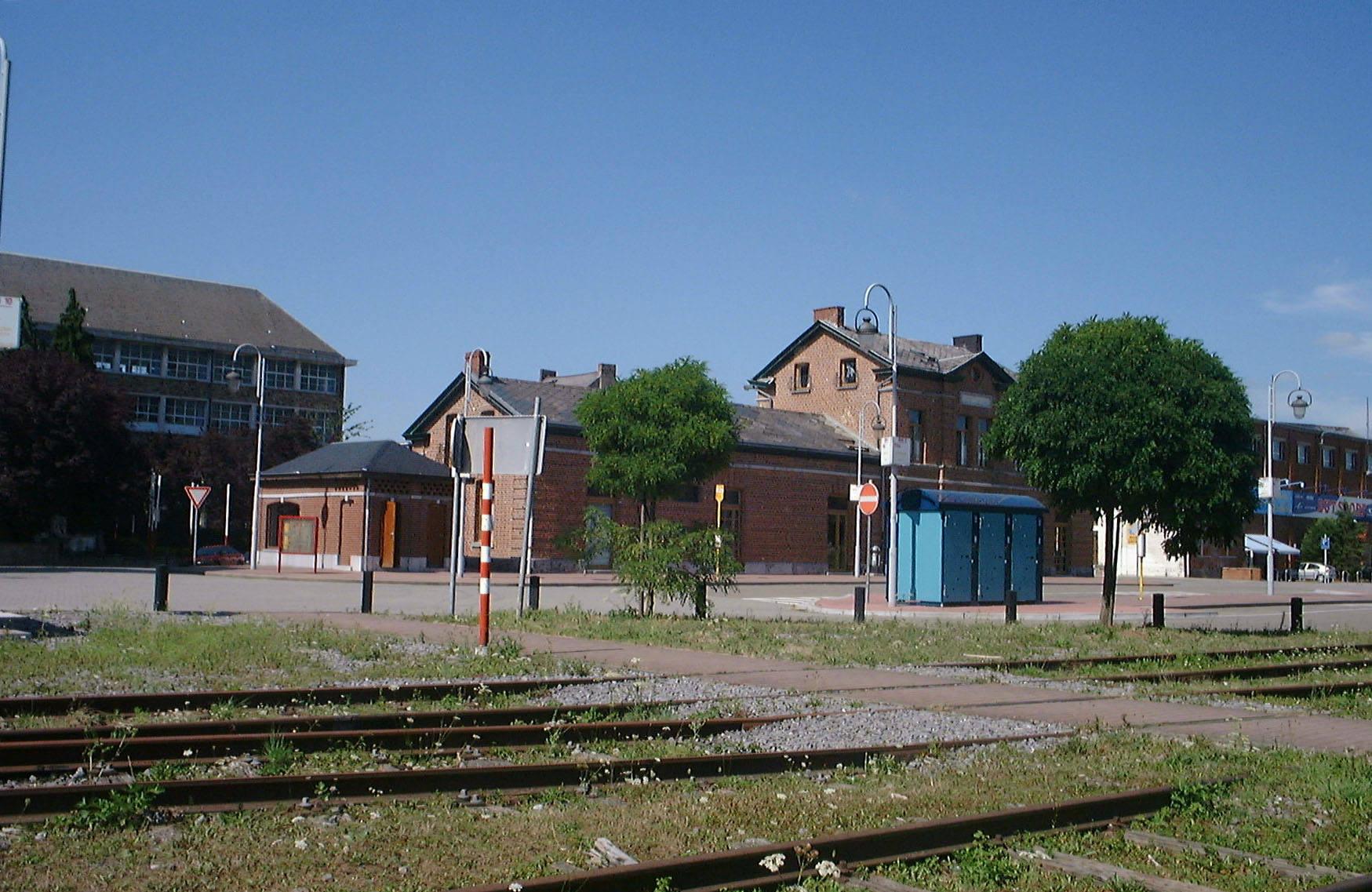
L'ancienne gare.

À la fin du régime hollandais, la Chambre de Commerce de Charleroi présente au roi des Pays-Bas une requête sur l'état de la forgerie, en demandant d'imposer fortement l'importation de fers étrangers, en vue de défendre cette industrie.
En 1831, ce projet est remanié, on évacue désormais l'idée de nouveaux droits de douane et on insiste sur les bas prix des transports. Dans le cadre de "Projets de canaux pour le bassin de la Meuse", un ingénieur propose de créer un canal qui suivrait le cours de l'Eau d'Heure pour relier au Pays Noir la région de Couvin et de Chimay, dans le but de désenclaver ce territoire.
Assez bizarrement, le titre donné à sa proposition est Le canal de Chimay... Était-ce pour rendre hommage au prince de Chimay qui pouvait être un des instigateurs de la requête au roi Guillaume Ier ou, peut-être, parce que ledit prince était un personnage marquant de son époque, qui pouvait user de son influence pour la réalisation de ce projet... On ne le sait pas.
En fait, ce projet prévoyait plutôt la canalisation de l’Eau d’Heure avec un embranchement ou « rigole de prise d’eau à l’Eau blanche, de Chimay pour aller à un bief de partage vers Aublain … » ; cette captation « prise à l’aval de l’étang de Virelles … était estimée à 17.800 mètres-cubes en 24 heures ». Finalement, le canal ne voit pas le jour, il sera remplacé par la ligne de chemin de fer de l’Entre-Sambre-et-Meuse, dont la première section, de Marchienne à Walcourt, sera ouverte le 1er décembre 1848.

## Armoiries
|  | Blason de Chimay, accordé en 1838 et confirmé après la fusion des communes. Les armoiries montrent une épée dérivée d'une légende locale. En 57 AC, les habitants, les Pleumosiens, ont recueilli l'épée de Jules César lors d'une bataille contre l'Armée romaine. Depuis lors, cette épée est censée être le symbole de Chimay. Très probablement, les armoiries ont été créées à la fin du Moyen-Âge sur la base de cette légende. L'épée est apparue pour la première fois sur un sceau datant de 1552. Les précédents sceaux montraient les bras de la famille de Croÿ, les seigneurs de Chimay. Blasonnement : De gueules à l'épée d'argent emmanchée d'or et posée en bande, la pointe vers le haut. - Délibération communale : 26 février 1977 - Arrêté royal : 24 mai 1978 - Moniteur belge : 4 juillet 1978 |
|  | Blason accordé lors de la période hollandaise. Blasonnement : De sable à l'épée d'argent, posée en pal, la pointe en haut. L'écu sommé d'une couronne à cinq fleurons d'or. - Arrêté royal (Pays-Bas) : 31 juillet 1823 |
|  | Armes de la famille de Caraman Chimay Blasonnement : Écartelé : aux 1 et 4, d'azur, à la bande d'or, acc. en chef d'une demi-fleur-de-lis du même, défaillante à dextre, florencée d'argent et en pointe de trois roses aussi d'argent rangées en demi-orle (Riquetti) ; aux 2 et 3, de gueules, à une épée d'argent garnie d'or, posée en bande (ville de Chimay). |
|  | Armes de la famille de Caraman Chimay (comme ci-dessus). |

## Politique et administration

### Conseil et collège communal 2024-2030
Ci-dessous, le tableau des résultats des élections communales de 2024.
| Parti | Parti   | Voix (2024) | Voix (2018) | % (2024) | % (2018) | +/-     | Sièges  | +/- | Collège |
| ----- | ------- | ----------- | ----------- | -------- | -------- | ------- | ------- | --- | ------- |
|       | A.C.    | 918         | -           | 14,70%   | -        | 0.0 %   | 2 / 21  | 2.0 | Non     |
|       | Bouge ! | 3.546       | 3.088       | 56,79%   | 46,13%   | 10.66 % | 13 / 21 | 3.0 | Oui     |
|       | CLE     | 1.688       | 3.320       | 27,03%   | 49,60%   | 22.57 % | 6 / 21  | 5.0 | Non     |
|       | CC      | 92          | -           | 1,47%    | -        | 0.0 %   | 0 / 21  | 0.0 | Non     |
|       | PP      | -           | 222         | -        | 3,32%    | 0.0 %   | - / 21  | 0.0 | Non     |
|       | +FE     | -           | 64          | -        | 0,96%    | 0.0 %   | - / 21  | 0.0 | Non     |
| Total | Total   | 6 244       | 6 694       | 100 %    | 100 %    |         | 21      |     |         |

| Collège communal   |                      |              |
| ------------------ | -------------------- | ------------ |
| Bourgmestre        | Tanguy Dardenne      | MR - BOUGE ! |
| 1er Échevin        | Florent Thonet       | MR - BOUGE ! |
| 2e Échevin         | Jolan Vereecke       | MR - BOUGE ! |
| 3e Échevin         | Guillaume Colson     | MR - BOUGE ! |
| 4e Échevine        | Clémentine Magniette | MR - BOUGE ! |
| Présidente du CPAS | Martine Genova       | PS - BOUGE ! |

### Liste des bourgmestre de 1839 à aujourd'hui
- Jules Pochet, de 1836 à 1840.
- Charles Deltombe, de 1840 à 1848.
- Joseph De Riquet, de 1848 à 1867 (Prince de Chimay), (Parti Catholique).
- Constantin Preud'homme, de 1867 à 1877.
- Mairiaux Auguste, de 1877 à 1879.
- Louis Gigot, de 1879 à 1885, (Parti Libéral).
- Charles Deltombe, de 1885 à 1902.
- Auguste Docquier, de 1902 à 1905.
- Alexandre Lemaur, de 1905 à 1912.
- Paul Eglem, de 1912 à 1916.
- Gustave Daublain, Joseph Goffin et Joseph Deltombe f.f., de 1916 à 1921.
- Léon Turlot, de 1921 à 1927.
- Gaston De Marneffe, de 1927 à 1940.
- Jean-Baptiste Leblanc f.f., de 1940 à 1941.
- Jean Lecomte, de 1941 à 1944.
- Léon Demaret f.f., de 1944 à 1945.
- Gaston De Marneffe, de 1945 à 1955.
- Fernand Marcq, de 1955 à 1959.
- Marcel Leroy, de 1959 à 1971.
- Raoul Meunier, de 1971 à 1977.
- Maurice Franssen, de 1977 à 1999.
- Francis Maudoux, de 1999 à 2001.
- Paul Colson, de 2001 à 2007.

- Denis Danvoye, de 2007 à 2012, (CDH).
- Françoise Fassiaux-Looten, de 2012 à 2019, (PS).
- Denis Danvoye, de 2019 à 2024, (Les Engagés).
- Tanguy Dardenne, de 2024 à aujourd'hui (MR)

### Jumelages
Chimay est jumelée avec Conflans-Sainte-Honorine (France) qui se situe au confluent de la Seine et de l'Oise, rivière dont la source se trouve à Chimay. Elle est également jumelée avec Ramsgate (Angleterre).

## Patrimoine et culture

### Curiosités architecturales et historiques

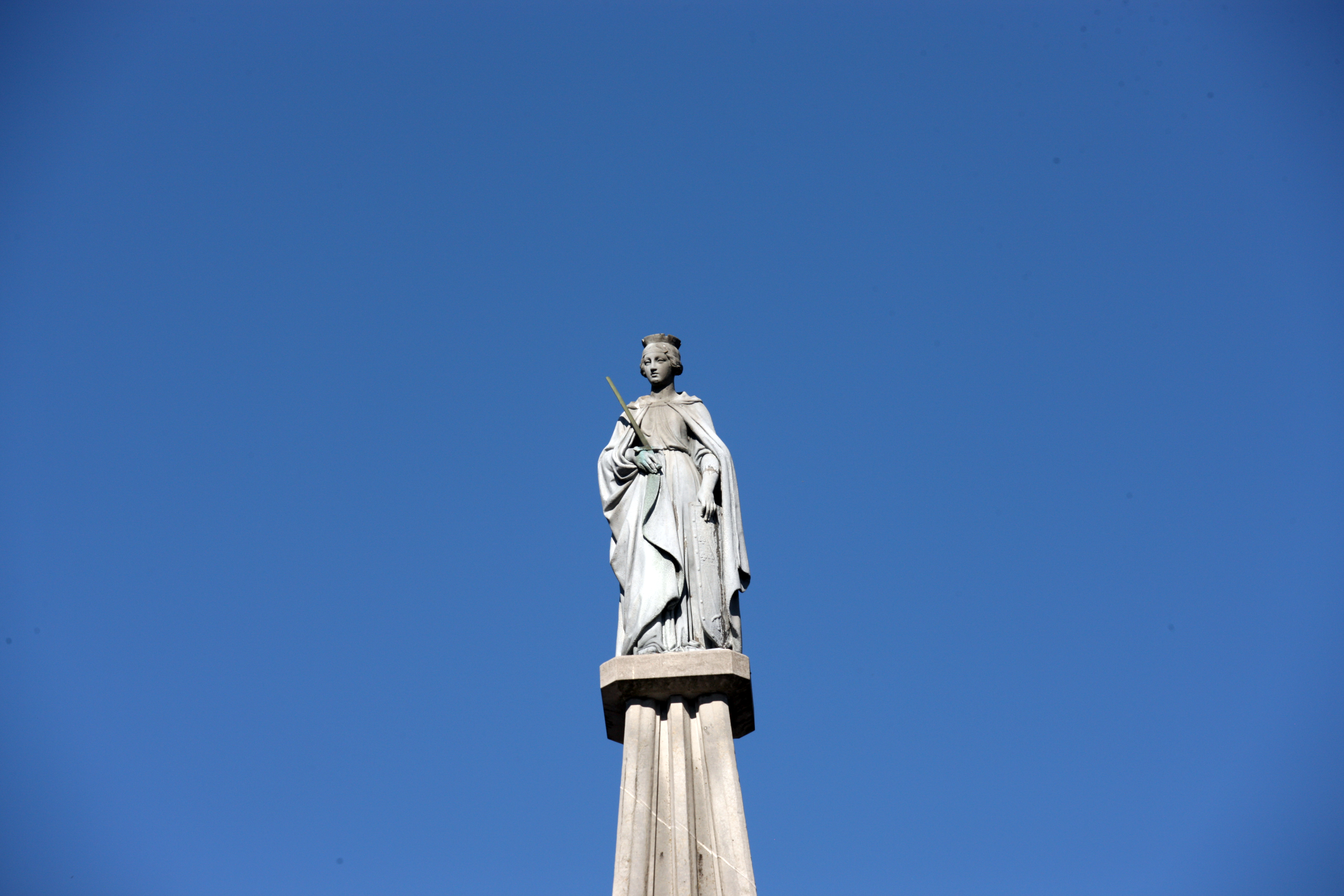
La Fontaine des Princes, allégorie de la ville.

- Le château des Princes de Chimay dont le théâtre est repris sur la liste du patrimoine immobilier exceptionnel de la Wallonie. La construction fut entamée par Charles de Croy sur des structures anciennes dont un donjon du XIIe siècle et une demeure aménagée par Philippe de Croy dans la seconde moitié du XVIe siècle. Elle est inachevée à la mort de Charles, et assaillie et brûlée plusieurs fois. Les bâtiments sont remaniés en style néo-gothique, ravagés par un incendie en 1935 et reconstruits par l'architecte R. Pelgrims de Bigard dans un style dit « Henri IV »[30].
  - Le théâtre. Fondé par Madame Tallien en 1863, est composé d'une salle ovale, à l’italienne[31].
- Le Parc du Château des Princes de Chimay (Maillon Vert).
- L'abbaye de Scourmont[32] (moines cisterciens de la stricte observance dits moines trappistes) fondée en 1850 (brasserie et fromagerie).
- L'abbaye Notre-Dame-de-la-Paix (moniales cisterciennes de la stricte observance dites aussi trappistines) fondée en 1919 de style néo-gothique cistercien (hôtellerie monastique, magasin d'articles religieux, atelier d'ornements liturgiques, biscuiterie, visite guidée, etc.).

- La collégiale Saints-Pierre-et-Paul, ses orgues (P. Schyven, II/péd., 24 jeux), son carillon. Construite au milieu du XVe siècle et consacrée en 1456, la tour de style baroque fut construite en 1728-1732 par l'architecte Bettignies[33]. Dans cette église se trouve le gisant de Charles Ier de Croÿ-Chimay.

- Le portail de la rue du Château. Date de 1838 en style néo-gothique, ce portail possède les armoiries princières au-dessus des entrées piétonnes[34].Côté nord-ouest du château de Chimay.

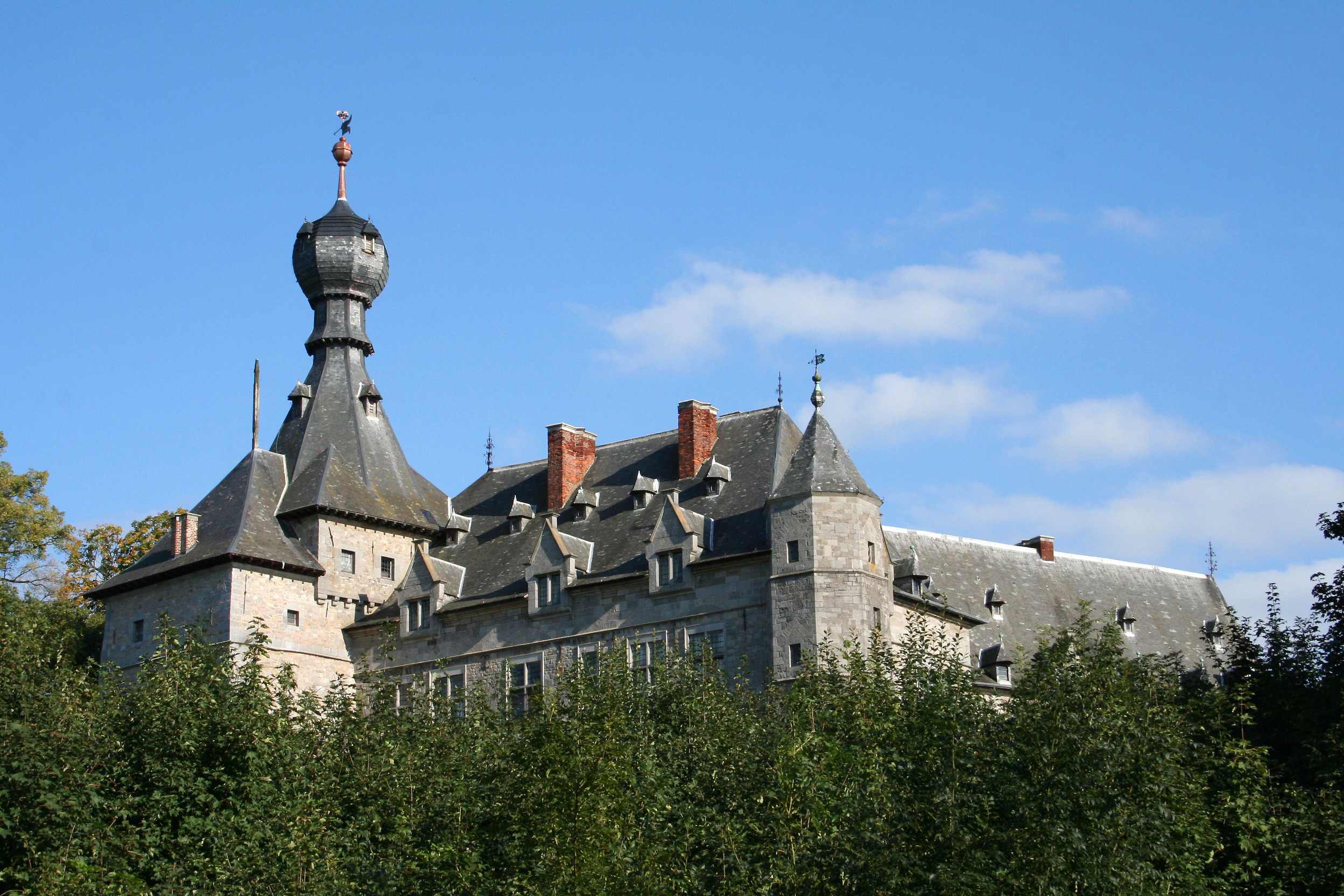
Côté nord-ouest du château de Chimay.

- Hôtel de ville. Edifié en 1724 et en 1871 dans le style proche du classique montois[35].
- Vieille tour[36]. Vestige des fortifications médiévales de Chimay, érigée au XIIe siècle et plusieurs fois remaniée et restaurée par Charles de Croy aux XVIe et XVIIe siècles[35].
- Chapelle Notre-Dame de Miséricorde. Édifiée au XVIe siècle[37].
- Casino[38]. Construit dans la deuxième moitié du XIXe siècle[39].
- Ancien couvent des Récollets[40]. Bâti au XVIe siècle, remanié dans la deuxième moitié du XVIIIe siècle ou au début du XIXe siècle[41].
- La fontaine Sainte-Prisce et son lavoir.
- La statue de Jehan Froissart, due au sculpteur Jacquet et offerte par le prince de Chimay en 1848.

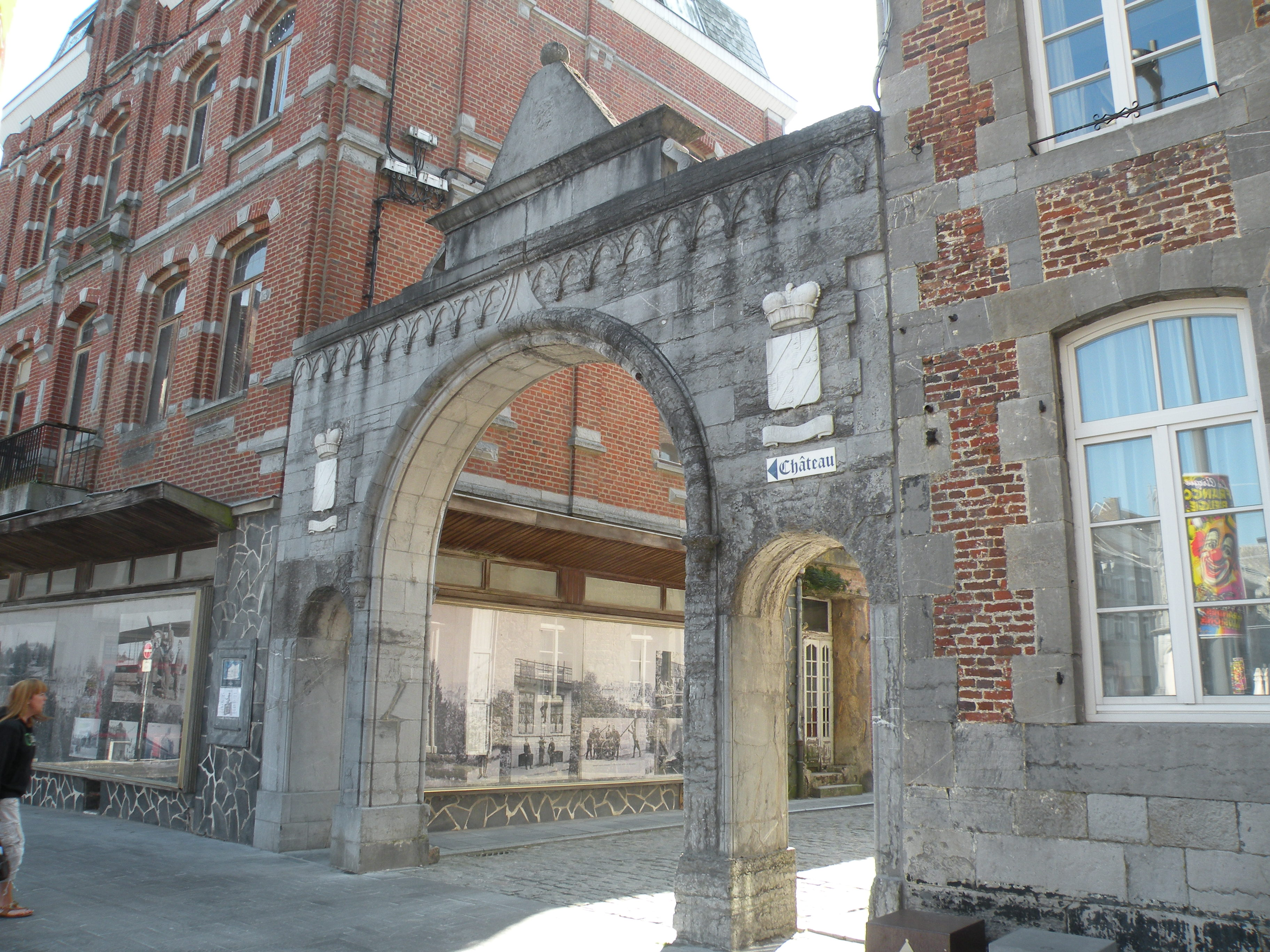
L'arcade de la rue du Château.

- L'arcade de la rue du Château.La Fontaine des Princes, sur la Grand'Place, due au sculpteur Geefs et offerte en 1852 par le prince Joseph, pour remplacer une ancienne fontaine endommagée. Ce monument se présente comme une sorte de flèche gothique de 10 m de haut à trois niveaux dégressifs : dans le bas, quatre fontaines, une sur chaque face, avec un bassin; au deuxième niveau, des niches avec un personnage: au nord, Pierre-Paul Riquet, créateur du canal du Midi; à l’est, Thérésa Cabarrus, épouse du 15e prince de Chimay; au sud, Philippe-Gabriel-Maurice d’Alsace-Hénin-Liétard, 14e prince; à l’ouest, François-Joseph-Philippe, 15e prince; au sommet, une statuette personnifiant la ville, appuyée sur un écu avec les armes de Chimay et des Caraman.
- Stèle en hommage à Maurice Gauchez sur sa maison natale au n°5 rue de Virelles, apposée pendant les Fêtes de Wallonie en septembre 1970[42].
- Stèle en hommage à Georges Guérin sur sa maison natale au 73 rue de Virelles.
- Le pavillon de madame Tallien, sur le site du lac de Virelles.
- Le patrimoine immobilier classé.

#### Curiosités locales
- Lac de Virelles.Le lac de Virelles.
- La source de l'Oise[43].

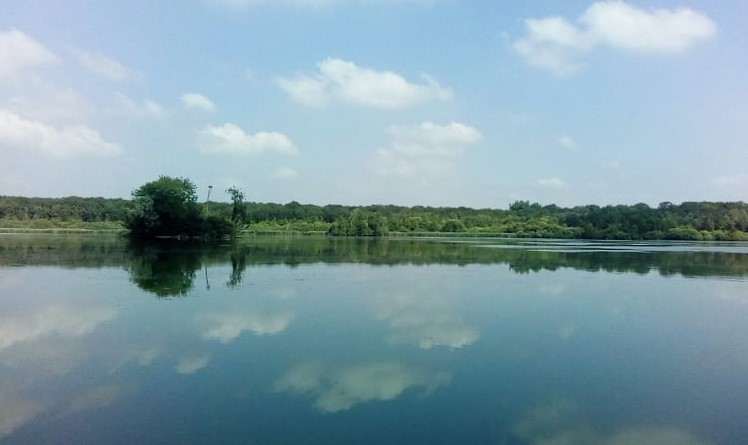
Lac de Virelles.

- Le Franc Bois à Lompret repris sur la liste du patrimoine immobilier exceptionnel de la Wallonie.
- Le circuit automobile de Chimay.
- Le petit train touristique (en service pendant l'été).
- Le RAVeL (Ligne 156).
- Les lieux du tournage du film Rien à déclarer.

### Culture

#### Gastronomie
- La bière de Chimay ou les bières de Chimay, également appelées Trappistes de Chimay.
- Les fromages de Chimay.
- Le gâteau local Chimacien.
- Les Bernardins de Chimay (friandise pâtissière).
- L'escavèche de Chimay.

#### Folklore et traditions
- La légende des sept sauts (ou des sept sots) qui donna naissance à la danse du même nom. Cette légende est liée au lavoir situé près de la fontaine de Sainte-Prisce.
- La procession de Notre-Dame del Pilar qui a lieu tous les sept ans à Salles, non loin de Chimay.

#### Confréries
- La Jurade Princière.
- Les Archers.

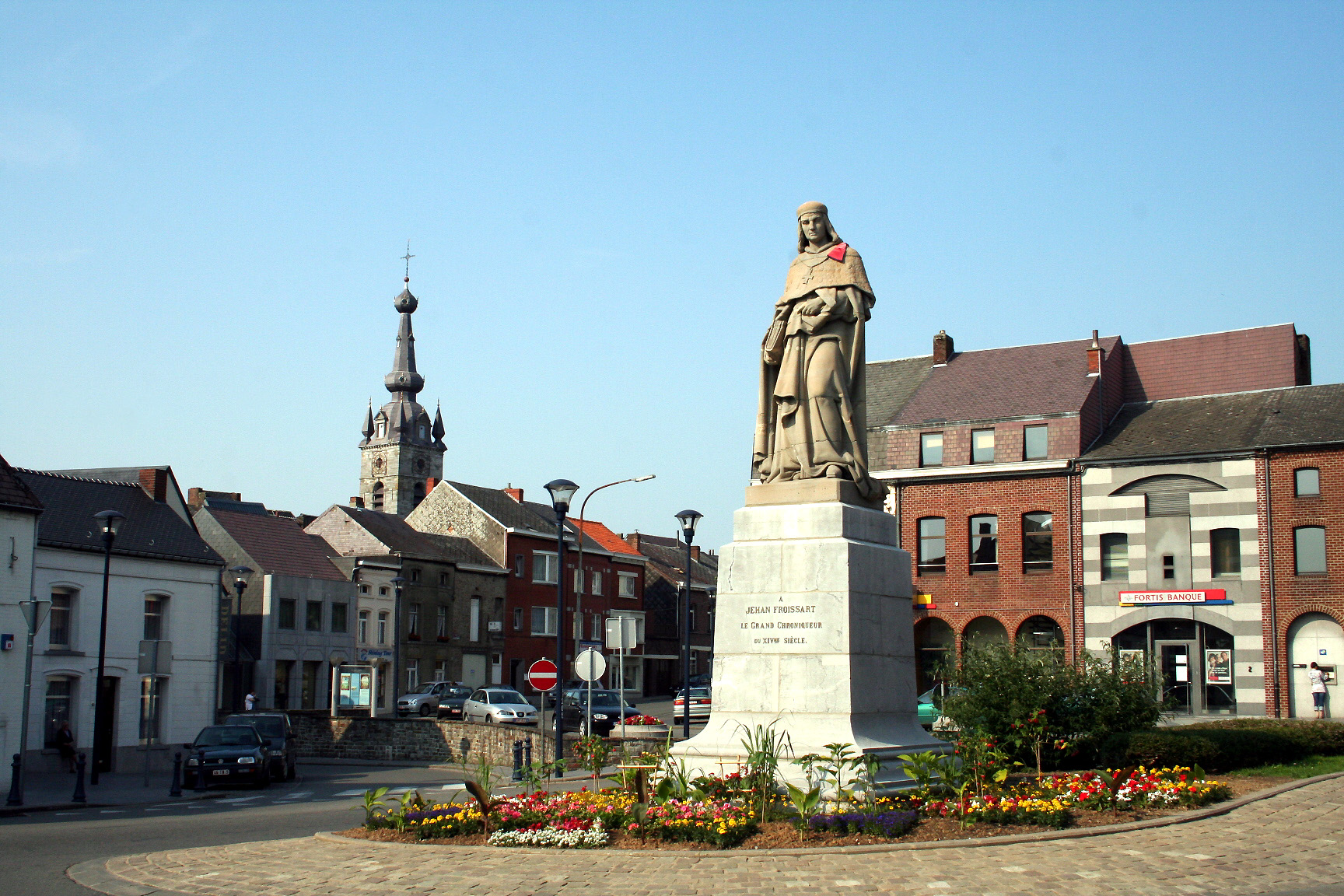
La statue de Jehan Froissart.

- Les Arbalétriers de Saint-Georges.
- Les Loupards.
- Les Longues Pipes.
- Ordre de l'Escavèche.

#### Filmographie
- Plusieurs lieux de la ville, entre autres la Grand'Place et la Collégiale, servirent de décor en 2010 au tournage du film "Rien à déclarer" de et avec Dany Boon.
- Les premières séquences du film "Le Maître de musique" de Gérard Corbiau, où l'on voit José van Dam donner son dernier récital ont été tournées dans le théâtre du château de Chimay.
- Le château et son parc ont servi de décors pour le tournage, en 1984, d'un épisode intitulé "La ballade polonaise" et faisant partie d'une adaptation à la télévision d'un roman de Romain Gary, "Les cerfs-volants" par Pierre Badel. Les principaux acteurs étaient Rosy Varte, Anne Gautier, Paul Crauchet, Jean-Marc Thibault et Jacques Penot.
- Certaines rues ont servi de décors au tournage, en 2015, du film "la folle histoire de Max et Léon" réalisé par Jonathan Barré avec Grégoire Ludig et David Marsais.

## Enseignement
La ville de Chimay dispose de plusieurs écoles.

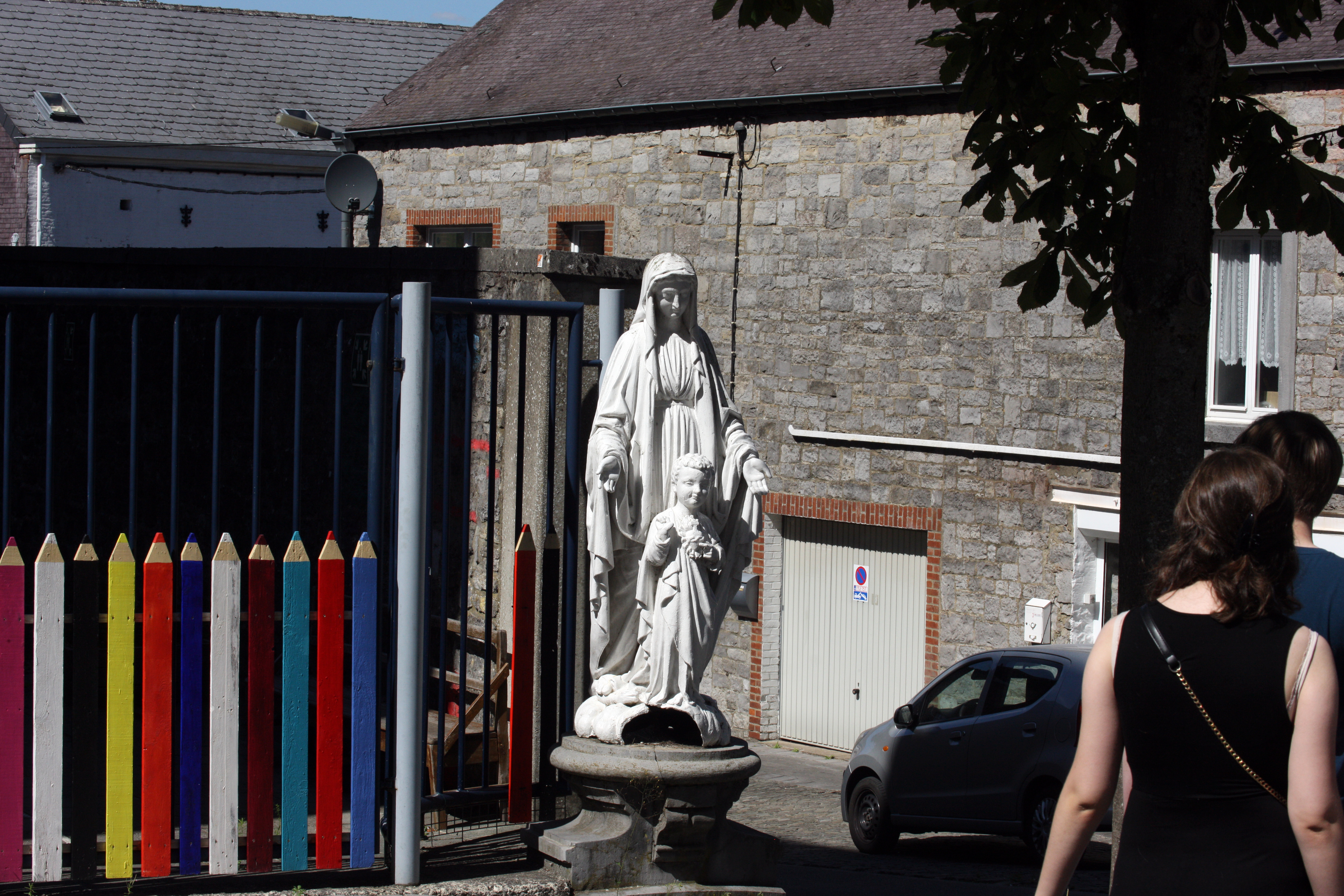
Statue de la Vierge Marie devant l'école Saints-Pierre-et-Paul.

### Écoles communales
- groupe scolaire Jehan-Froissart, enseignement fondamental, du cycle maternel jusqu'au primaire inclus (implantations de Chimay, Forges et Saint-Rémy) ;
- groupe scolaire Charlemagne, enseignement fondamental (implantations de Baileux, L'Escaillère, Lompret et Virelles) ;
- groupe scolaire Arthur-Masson, enseignement fondamental (implantations de Bourlers, Villers-la-Tour, Rièzes et Bailièvre).

### Athénée royal de Chimay
Enseignement fondamental, cycle maternel, primaire et secondaire. Également cours techniques et professionnels.

### C.E.S.
Également appelé Collège Saint-Joseph. Enseignement du cycle secondaire. Également enseignement de cours techniques et professionnels.

### Saints-Pierre-et-Paul
Enseignement fondamental du cycle maternel au primaire inclus.

### Institut Sainte-Chrétienne
Enseignement spécialisé des cycles fondamental et secondaire.

## Économie

### Santé

#### Clinique
Centre de Santé des Fagnes, boulevard Louise qui fait partie du Réseau hospitalier HUmani (CHU Charleroi Chimay).

#### Maisons de repos
Home Le Chalon, Maison de repos, avenue du Châlon

## Galerie

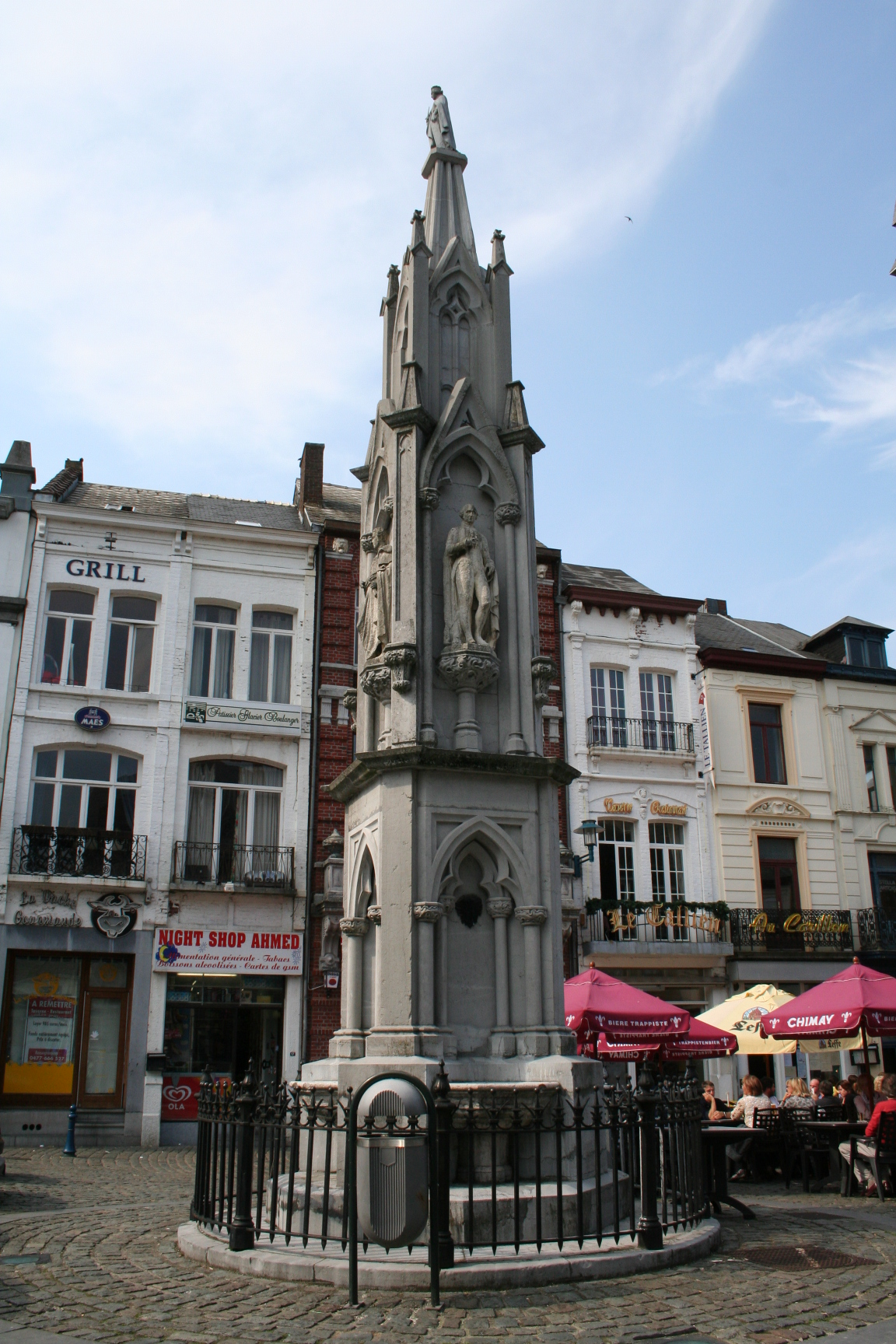
La fontaine des Princes de Chimay (1846-1847)[44].
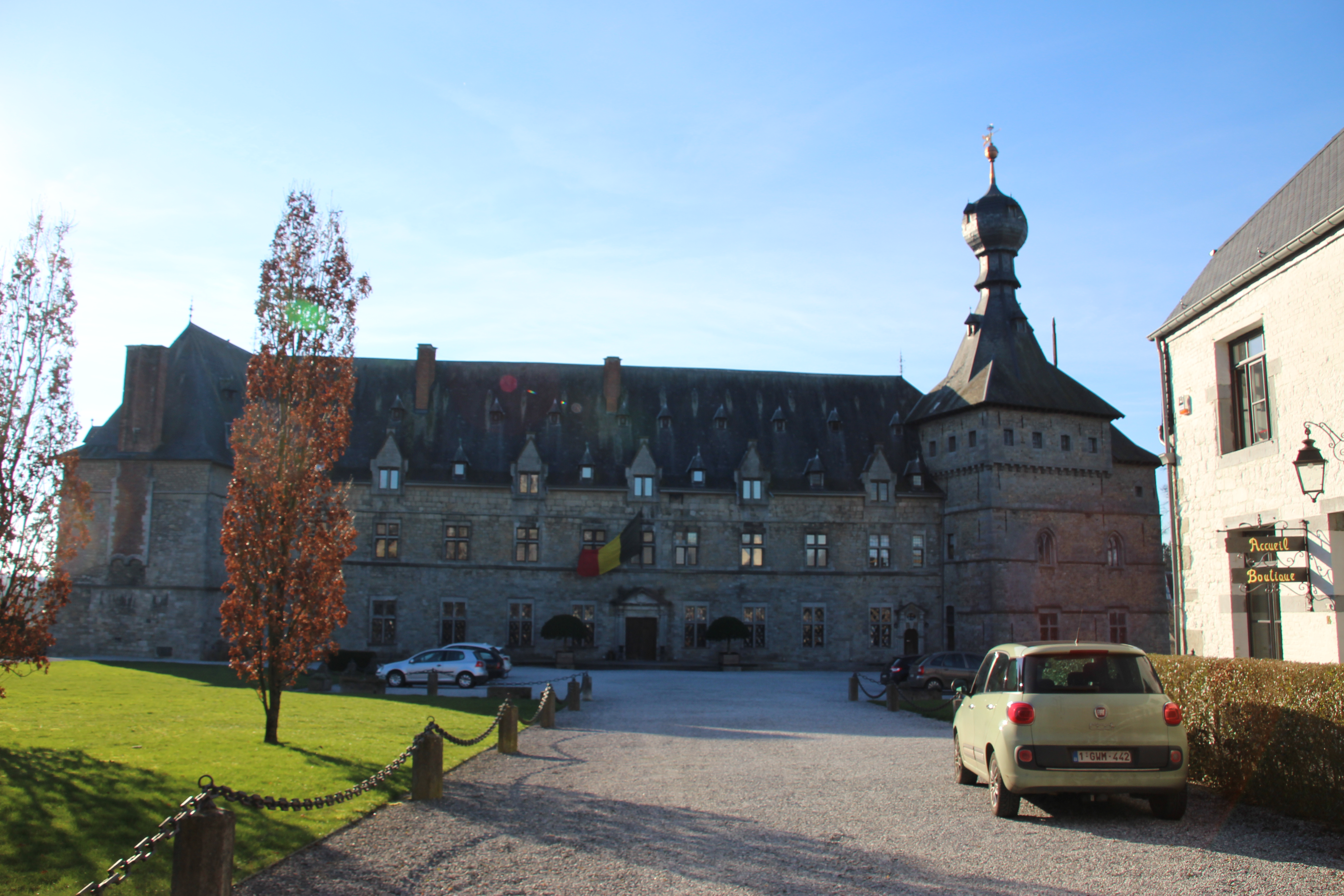
Le château restauré en 1936[45].
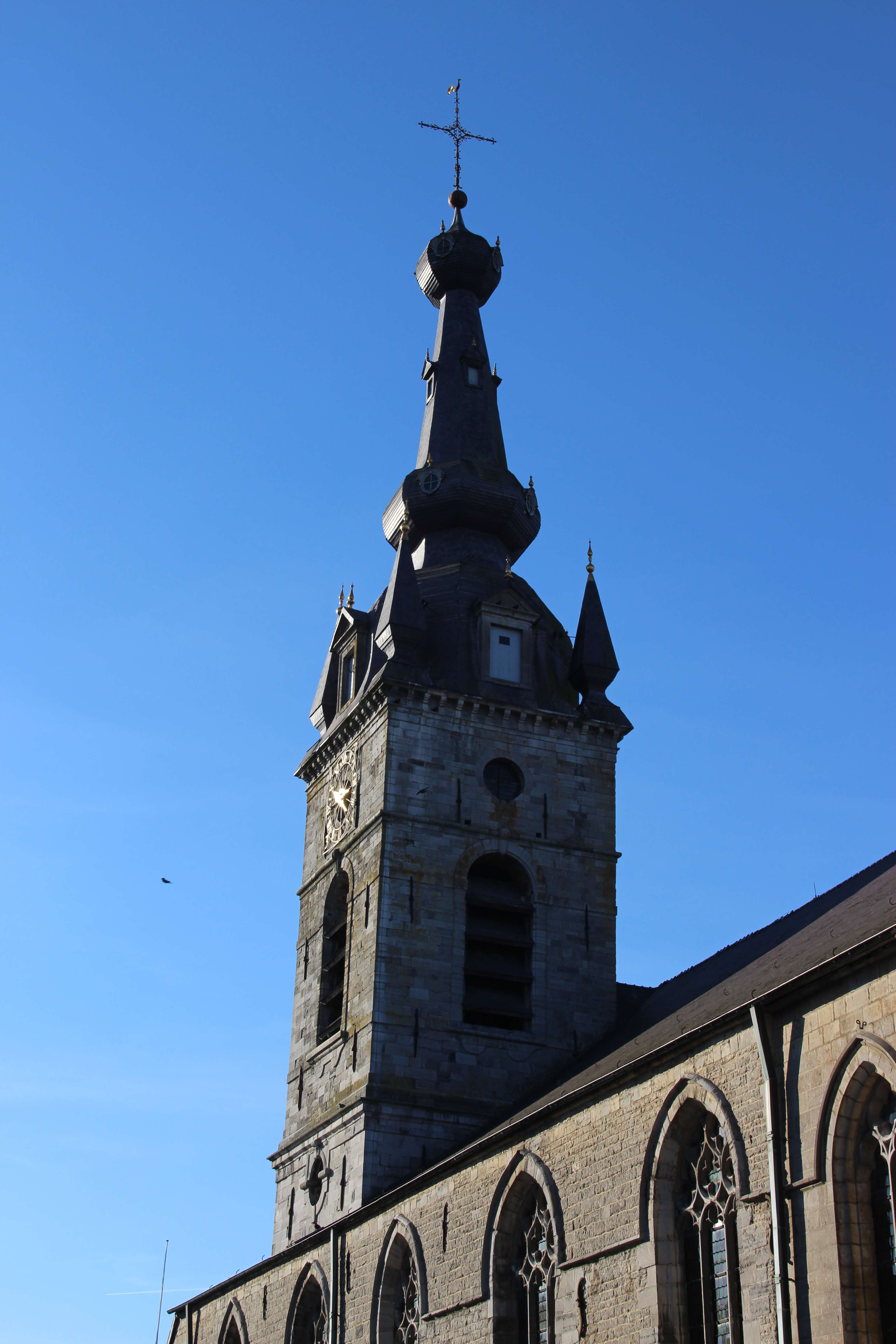
Le clocher de la collégiale en style baroque construit en 1728-1732[46].
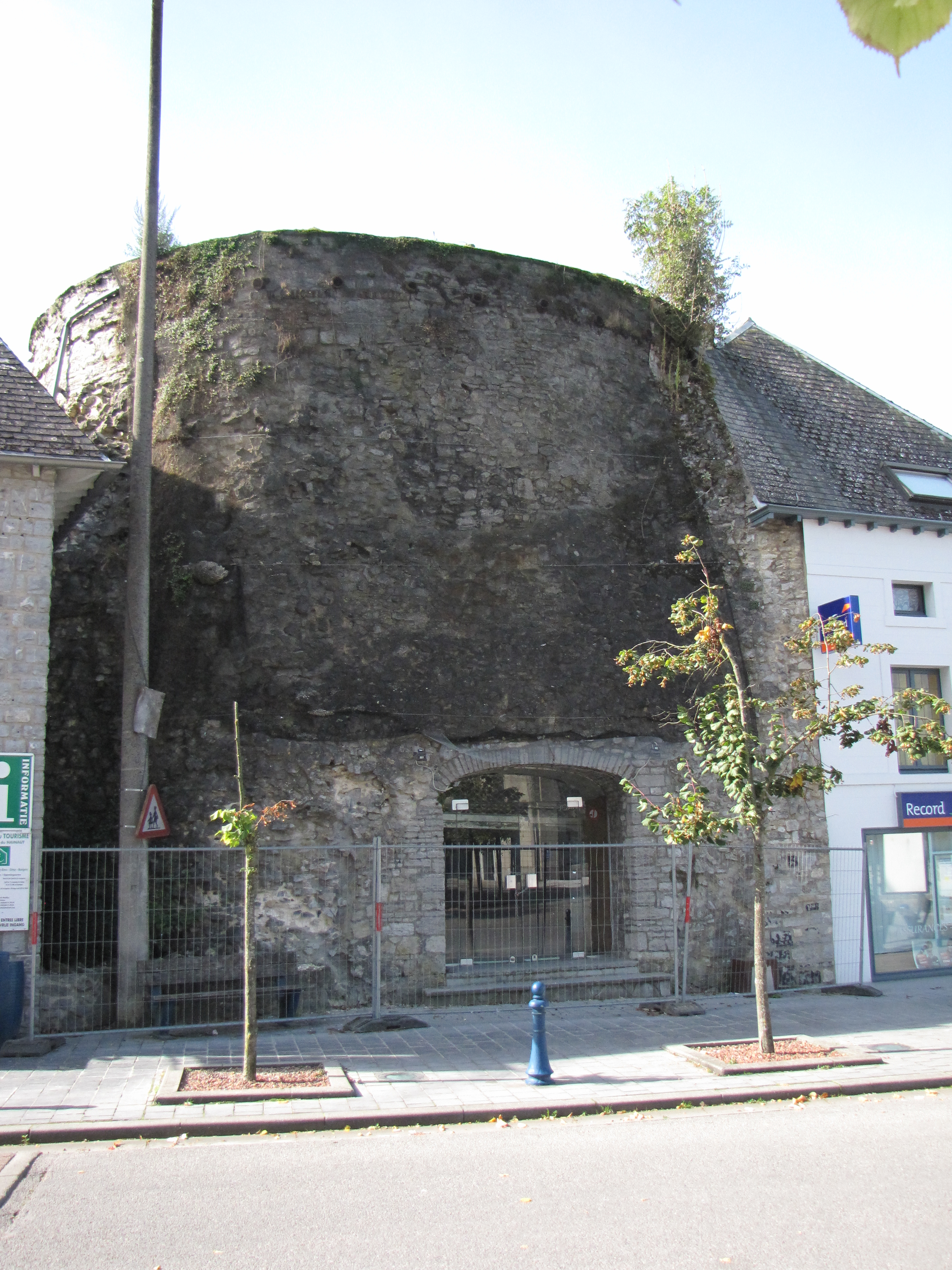
La vieille tour (XVIe et XVIIe siècles)[47].
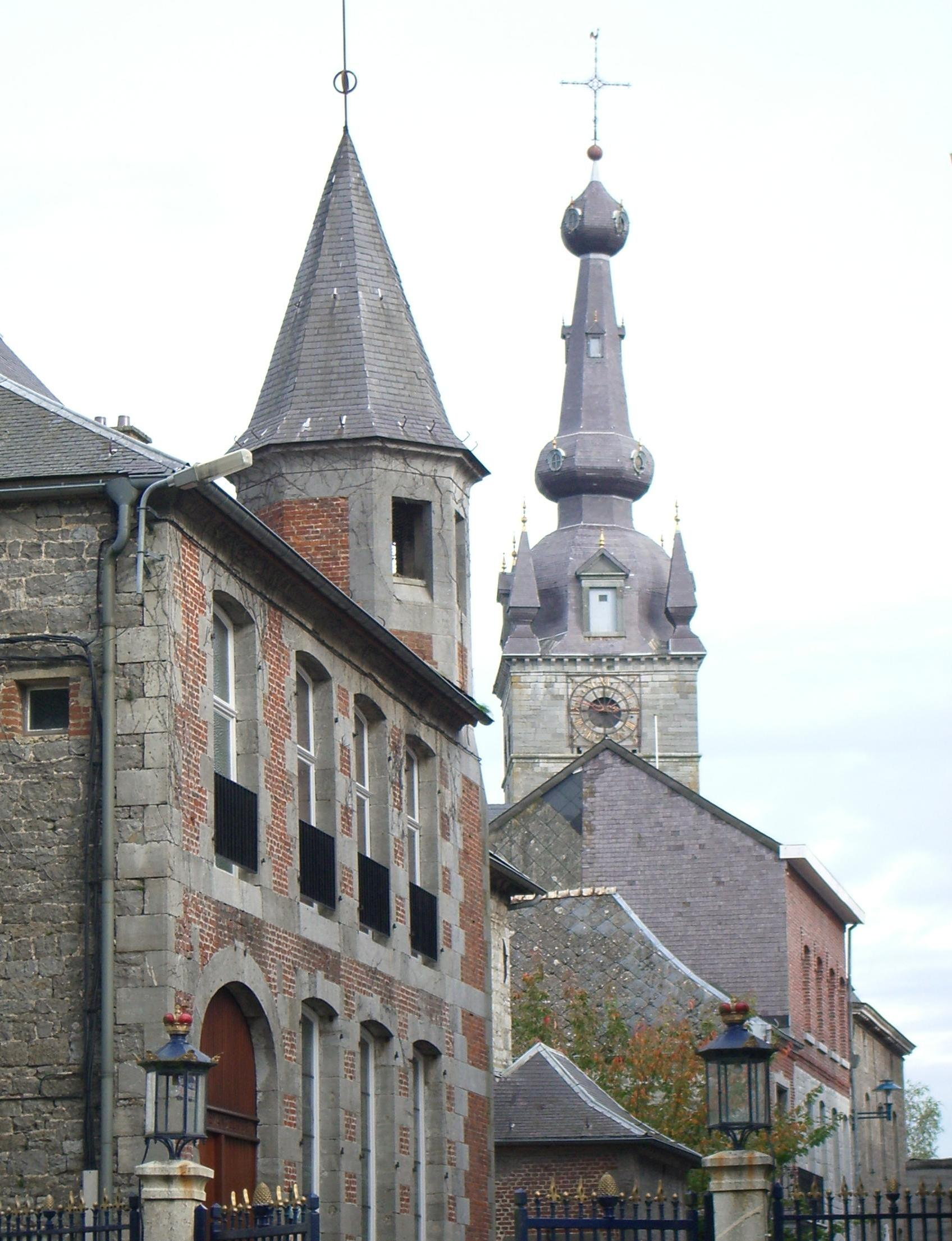
Clocher du temple protestant et l'église Saints-Pierre-et-Paul.
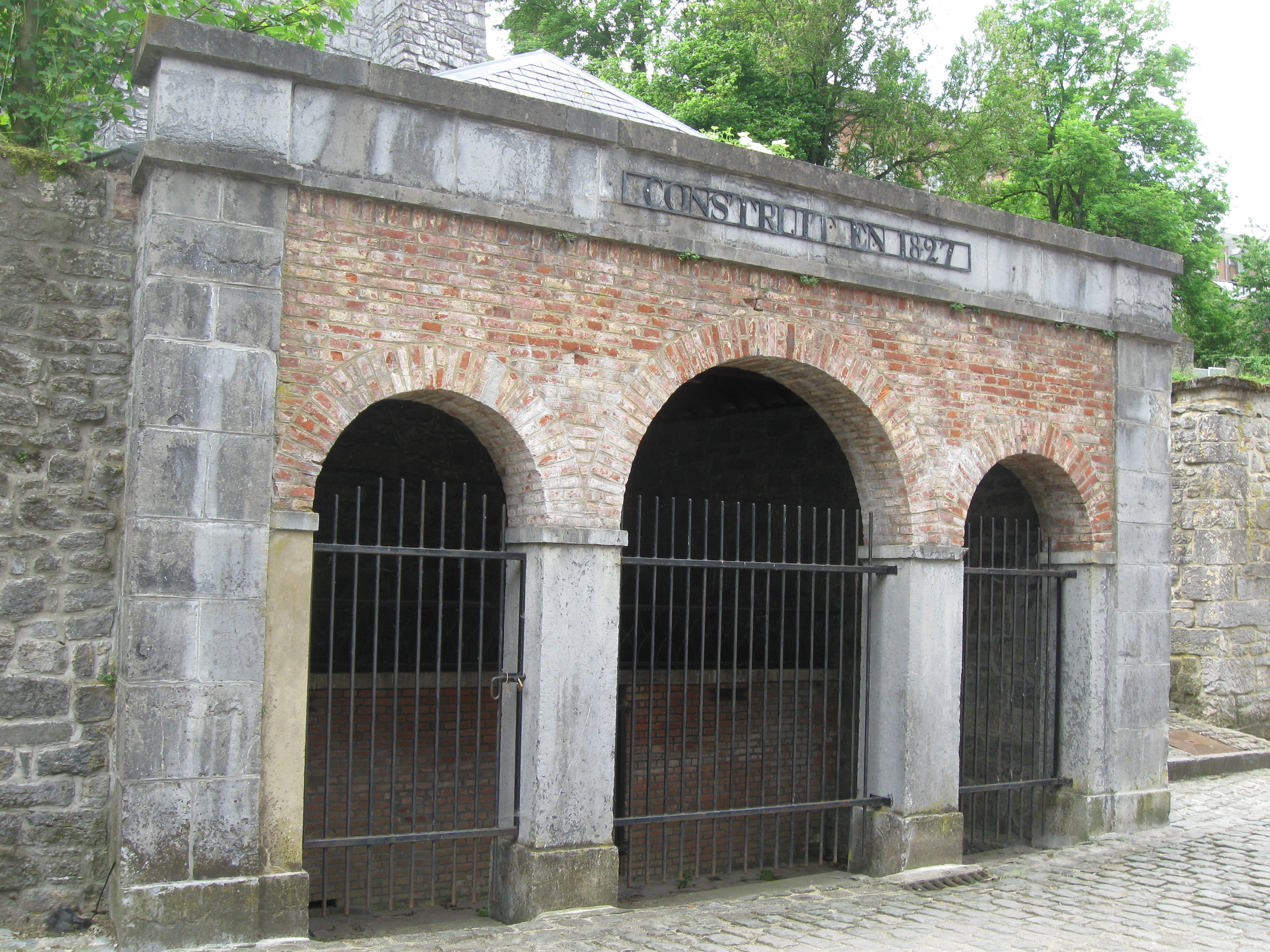
La fontaine Saint-Prisce (1827)[48].
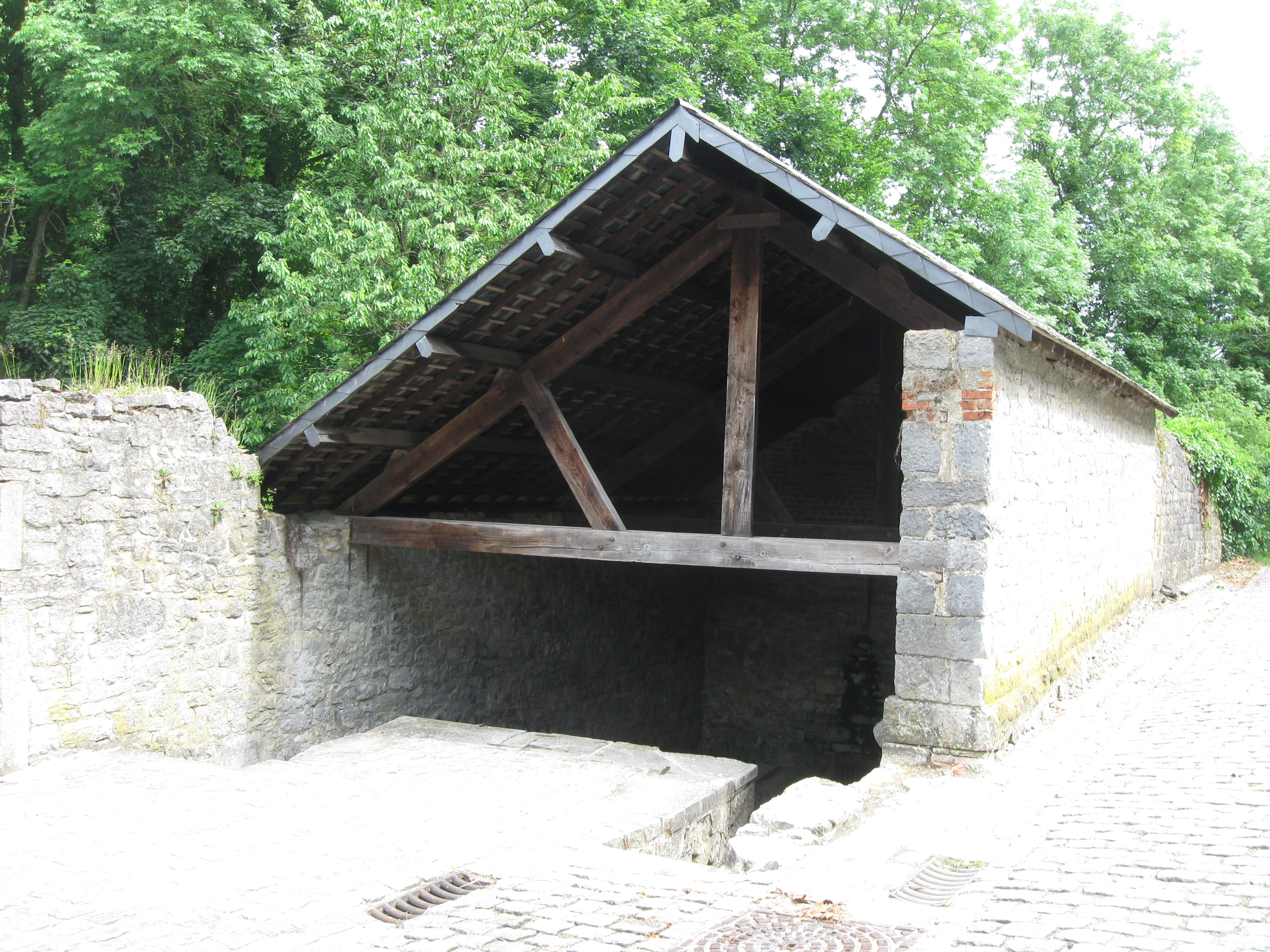
Lavoir de la ville-basse (1825)[48].

## Sports et vie associative

### Sports

#### Clubs
- Viking Tennis Padel Club Chimay.

#### Infrastructures
- Piscine communale de Chimay, rue des Groseilliers.
- Stade d'athlétisme, avenue du Châlon.
- Courts de tennis, avenue du Châlon.
- Circuit de Chimay, rue du Grand Prix des Frontières.
- Centre sportif, avenue du Châlon.

#### Événements sportifs
Chaque année, le club des Dragons Audax Mons organise une randonnée cyclo-touriste Mons-Chimay-Mons.
Chaque deuxième  samedi d'avril, le Jogging Athlétique Club de l'Oise ( JACO) organise le Jogging de la Principauté de Chimay, magnifique parcours avec passage dans la cour du château, dans le parc du Prince de Chimay et dans la réserve naturelle du Lac de Virelles.
Chaque année , pendant quinze jours, la ville de Chimay résonne du bruit des motos et des sidecars de course lors de l'open trophy et des classic bikes, deux meetings à ne manquer sous aucun prétexte.

### Vie associative
- Lors du dernier week-end d'octobre, il y a une des plus grosses soirées de la région : Halloween party. Elle regroupe plus de 3 000 personnes. Elle est organisée par l'asbl jeunesse de Baileux depuis 2004.
- Dernier week-end de juin : Plein air de Villers-la-Tour, deux pistes et plus de 3 000 personnes sur deux jours, organisé par la Jeunesse de Villers-la-Tour.
- Quatrième week-end de juillet (du vendredi au lundi), Ducasse de Baileux : activités : soirées, repas, tournoi de mini foot et jeu de boule en bois. Elle est organisée par l'asbl jeunesse de Baileux.
- Week-end du 15 Août : Cavalo party organisée par l'asbl CAVALO.
- Dernier week-end d'août : Ducasse de Villers-la-Tour, activités : soirées, endurance VTT, repas et jeu de boule en bois, organisée par la Jeunesse de Villers-la-Tour.
- Chaque année, au mois de juillet, il y a les célèbres Classic Bikes et l'Open Trophy.

## Personnalités nées ou liées à Chimay
- Jean Froissart (1337-1410), chroniqueur médiéval ayant résidé et mort à Chimay.
- Élisabeth Docquier (1796-1854), fondatrice des franciscaines du Règne de Jésus-Christ, née à Chimay[49].
- Augustin Licot de Nismes (1827-1881), homme politique belge, né à Chimay.
- Alfred Cogniaux (1841-1916) botaniste et fondateur de la société botanique de Belgique, né à Robechies.
- Élisabeth de Riquet de Caraman-Chimay, (1860-1952) égérie de Marcel Proust.
- Georges Hostelet (1875-1960), scientifique né à Chimay.
- Eugène Flagey (1877-1956), homme politique et ancien bourgmestre d'Ixelles, né à Chimay.
- Maurice Gauchez (1884-1957) écrivain belge, créateur du Prix Maurice et Gisèle Gauchez-Philippot, né à Chimay.
- Émile Coulonvaux (1892-1966), homme politique belge, né à Chimay.
- Arthur Masson, (1896-1970) écrivain né à Rièzes.
- Georges-Louis Dropsy (1898-1956), est un abbé et un résistant belge, né à Boutonville.
- Jean Cassart (1908-1991), chanoine, principal du collège Saint-Joseph.
- Daniel Van Buyten (1978-), joueur de football, né à Chimay.
- Bernard Desfrere (1928-2005), peintre, né à Chimay.
- François Duval (1980-), pilote automobile, né à Chimay.